# Vlag van Galápagos

Vlag van Galápagos

De vlag van Galápagos is een horizontale driekleur bestaande uit de kleurencombinatie groen-wit-blauw. De vlag is in gebruik genomen in 1961, toen de Ecuadoraanse provincie Galápagos nog de status van territorium had. In 1973 werd het gebied een provincie en kreeg de vlag de status van provincievlag.
De groene kleur staat voor de overvloedige vegetatie van de Galapagoseilanden, vooral in de hooglanden. De grond van Galápagos in de bergen is zeer vruchtbaar, waardoor de bewoners het kunnen verbouwen. De kleur wit staat voor de zuiverheid van de mensen. Het isolement van de eilanden creëerde een gereduceerde samenleving van nederige mannen en vrouwen, maar hardwerkend, eerlijk, respectvol, coöperatief, zonder andere ambities dan een rustig leven in deze oase van rust. De blauwe kleur staat voor de Grote Oceaan en de lucht die de Galápagos-archipel omringt. De eilanden zijn gezegend met een rijk en overvloedig zeeleven.